# Gesta Hunnorum et Hungarorum
Kézai Simon Gesta Hungaroruma középkori történelmi mű, mely a honfoglalástól IV. László király uralkodásáig (1272–1282) írja le a magyarok Kárpát-medencei történelmének első évszázadait.
Napjainkban a krónikát Gesta Hunnorum et Hungarorum, azaz „A hunok és a magyarok cselekedetei” címen is szokták nevezni annak érdekében, hogy megkülönböztessék Anonymus azonos című művétől, az 1200 körül írt Gesta Hungarorumtól.
Mindkét Gesta Hungarorum műfaja latin nyelven írt geszta (latinul: gesta), és mindkettőt csak másolatok alapján ismerjük, eredeti példánya egyiknek sem maradt fenn.

## Jellemzői
Kézai Simon magyarokról szóló krónikája 1282–1285 körül keletkezhetett. A mű a hunok és a magyarok történetét beszéli el, ezért szokták a Gesta Hunnorum et Hungarorum (A hunok és magyarok viselt dolgai) címen is emlegetni. Megtaláljuk benne a csodaszarvas történetét, valamint a hun–magyar rokonság leírását. Kézai a hunokkal hozza kapcsolatba a székelyeket is, s azt írja, hogy az Attila halála után kitört testvérháborúban vereséget szenvedtek, s Csigla mezején várakoztak Árpádnak és népének megérkezéséig. Szintén Kézai gesztájából ismerjük a turulmadár nevét (quae Hungarice turul dicitur).
Deér József történész 1936-os munkájában részben ehhez a gestához köti a magyar nemzet létrejöttét, mivel, hogy a gesta írója ebben a régi magyar Gesta dinasztikus hőskölteményét a nemzet kollektív eposzává emelte azzal, hogy a magyar történet elé egy hun történetet szerkesztett, melyben a hunokat és magyarokat önkényesen azonosította. A történet hősei itt a korábbiakkal szemben már nem az uralkodó, hanem népeik, az alattvalók közössége, közössége, amely bírákat és hadvezéreket választ, de le is teheti őket, tehát önmagát kormányozza s a vezetőknek csak a végrehajtás feladata marad. A törvényeket ebben az ősi szittya-hun-magyar államban Istenre és a nép akaratára hivatkozva fogadják el, a királyság idegen eredetű intézmény, már Attilát is „római módra” választották a hunok királlyá, Géza és István hasonlóképpen, idegen fegyverekre támaszkodva biztosította hatalmát. A Gesta Hunnorum et Hungarorum szerzője tehát szembeállítja az eszményi, ősi államot a bukását előidéző tényezőkkel, az idegenekkel és a kereszténységgel. Az idegenek által háttérbe szorított közösség, kommunitás, melynek világos népfölségi színezete van, adja meg a 13. századi történetíró tanainak korszerűségét, jelentőségét, társadalompolitikai aktualitását. A „szentkirály” hagyomány helyébe népfelségi tendenciák, társadalmi követelések, maga a nemzet lép.

Rendkívül értékes történelmi forrásunk különlegessége elsősorban egyediségéből fakad, de páratlansága miatt adattartalmának bizonyossága ingatag, mert közvetlenül nem ellenőrizhető. Műfaja a regényességbe hajlik, így a feszes tényszerűség nem is kérhető számon rajta.
A „De nobilibus advenis” című részben a Hontpázmány nemzetséget Svábföldről, míg a Rátótokat Apuliából eredezteti.
Karácsonyi János műve és Csoma József munkája alapján egyértelmű, hogy Kézai Simon felcserélte e két nemzetség származási helyét. Magától értetődően a csere némi „kiigazítást” indukált, például emiatt lett szükséges Pázmány lovag „ikresítése” is.
Kálti Márk képes krónikája részben helyesbíti az előzőeket, mert nem állítja, hogy Hont és Pázmány testvérek voltak, és származási helyüket sem nevezi meg. Még szembetűnőbb, hogy a miniatúrák festője Hontpázmányt egyetlen személyként, míg Olivért és Rátoldot két személyként ábrázolta.